# Wasyl Sondej
Wasyl Wasylowycz Sondej, ukr. Василь Васильович Сондей, ros. Василий Васильевич Сондей, Wasilij Wasiljewicz Sondiej (ur. 8 lutego 1969 we Lwowie, Ukraińska SRR) – ukraiński trener piłkarski.

## Kariera trenerska
Karierę szkoleniowca rozpoczął jako asystent Myrona Markewicza. Pomagał jemu trenować kluby Anży Machaczkała i Karpaty Lwów. Potem pracował na stanowisku Prezesa Prykarpattia Kałusz. Od stycznia do czerwca 2004 roku prowadził Weres Równe.